# Sesioctonus chaconi
Sesioctonus chaconi är en stekelart som beskrevs av Briceno 2003. Sesioctonus chaconi ingår i släktet Sesioctonus och familjen bracksteklar. Inga underarter finns listade i Catalogue of Life.